# Blakea litoralis
Blakea litoralis là một loài thực vật có hoa trong họ Mua. Loài này được L.O. Williams mô tả khoa học đầu tiên năm 1964.

## Hình ảnh

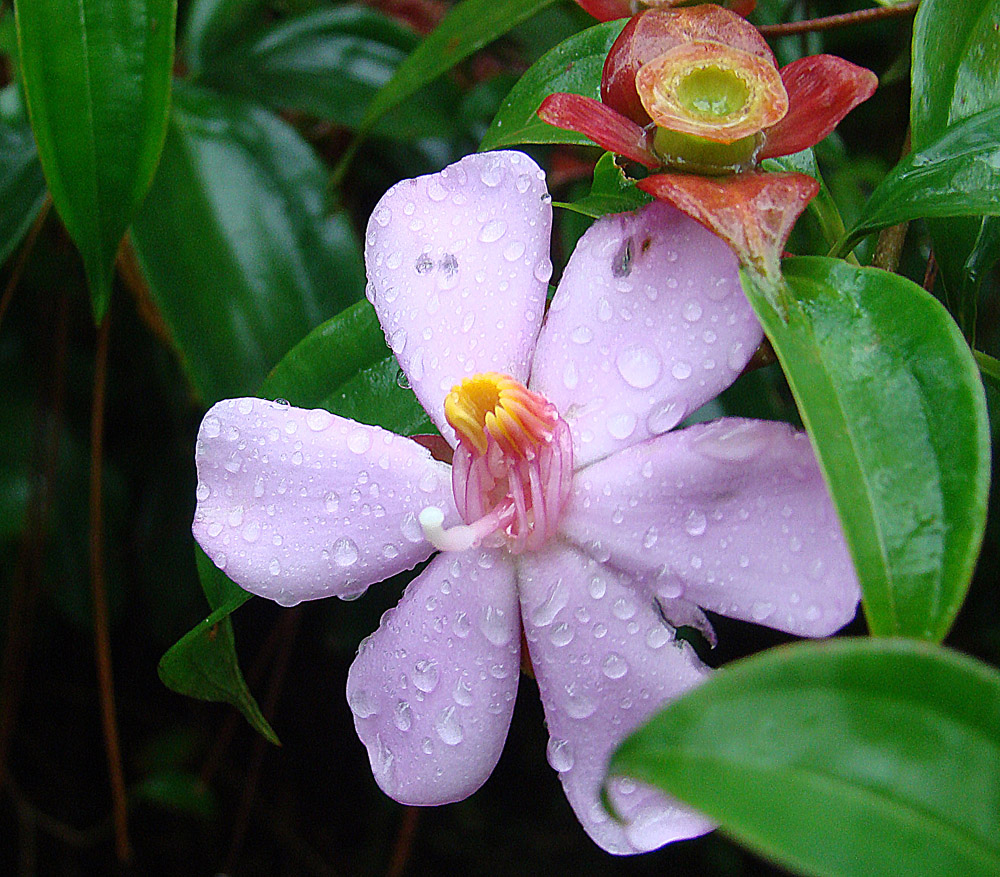